# Arthur de Hemricourt de Grunne
Charles Arthur Philippe Ernest de Hemricourt de Grunne (Luik, 15 maart 1840 - Brussel, 25 augustus 1911) was een Belgisch diplomaat, burgemeester en senator.

## Biografie

### Familie
Graaf Arthur de Hemricourt de Grunne was de zoon van graaf Alexandre de Hemricourt de Grunne (1814-1841) en Coralie de Senzeille (1817-1893). Het was zijn grootvader, Carloman d'Hemricourt de Grunne (1769-1853), die in 1816 adelserkenning verkreeg met de titel van graaf. Hij trouwde in 1871 in Zinnik met Aldegonde Obert de Thieusies (1853-1923). Ze kregen een zoon en twee dochters.
- Léon de Hemricourt de Grunne (1873-1927), burgemeester van Rutten en provincieraadslid van Limburg, trouwde in 1898 in Grâce-Hollogne met Jeanne de Blanckart (1872-1968), kleindochter van Joseph de Blanckart. Ze kregen een zoon en twee dochters, met afstammelingen tot heden. Hun dochter Marie-Louise (1907-1994) trouwde met graaf Robert de Broqueville (1891-1984), zoon van graaf Charles de Broqueville, premier tijdens de Eerste Wereldoorlog.
- Marguerite de Hemricourt de Grunne (1875-1948), trouwde in 1899 in Brussel met Joseph du Parc Locmaria (1871-1951). Het huwelijk bleef kinderloos.
- Marie-Thérèse de Hemricourt de Grunne (1878-1961), trouwde in 1908 in Rutten met graaf Pierre de Liedekerke de Pailhe (1869-1943), burgemeester van Jehay-Bodegnée, provincieraadslid van Luik, volksvertegenwoordiger en minister van Economische Zaken en Landbouw, zoon van graaf Édouard de Liedekerke, burgemeester van Pailhe. Ze kregen twee zoons en een dochter, met afstammelingen tot heden.

Hij was een oom van markies Pierre Imperiali, burgemeester van Soheit-Tinlot, volksvertegenwoordiger en senator.

### Loopbaan
De Hemricourt de Grunne promoveerde tot doctor in de rechten aan de Université de Liège (1862) en was van 1862 tot 1873 ambassadeattaché. Hij was burgemeester van Rutten van 1865 tot aan zijn dood en werd opgevolgd door zijn zoon en een kleinzoon. Hij was ook provincieraadslid van Limburg van 1868 tot 1882.
Hij werd verkozen tot katholiek senator: van 1882 tot 1890 voor het arrondissement Maaseik en van 1900 tot aan zijn overlijden voor het arrondissement Hasselt-Tongeren-Maaseik.
Hij was corresponderend lid van de Koninklijke Commissie voor Monumenten en Landschappen, voorzitter van de Wetenschappelijke en Literaire Maatschappij van Limburg en voorzitter van de Landbouwcomice Tongeren.